# 플루오린화 규소산
플루오린화 규소산(영어: fluorosilicic acid) 또는 헥사플루오린 규산(영어: hexafluorosilicic acid)은 화학식이 (H3O)2SiF6인 무기  화합물이다. 부식성이 있으며 유독물질이다.